# PEN Malamud-díj
A PEN Malamud-díj  (PEN/Malamud Award and Memorial Reading)  egy irodalmi díj az Amerikai Egyesült Államokban, melyet 1988 óta minden évben átad a PEN/Faulkner Foundation (PEN/Faulkner Alapítvány) az elmúlt év legjobb novellájáért vagy kisregényéért. A kiválasztott bizottság tagjai a Bernard Malamud irodalmi hagyatékának szakértői. 

## Díjazottak
- 1988 John Updike
- 1989 Saul Bellow
- 1990 George Garrett

- 1991 Frederick Busch és Andre Dubus
- 1992 Eudora Welty
- 1993 Peter Taylor
- 1994 Grace Paley
- 1995 Stuart Dybek és William Maxwell

- 1996 Joyce Carol Oates
- 1997 Alice Munro
- 1998 John Barth
- 1999 T. Coraghessan Boyle
- 2000 Ann Beattie és Nathan Englander

- 2001 Sherman Alexie és Richard Ford
- 2002 Junot Diaz és Ursula Le Guin
- 2003 Barry Hannah és Maile Meloy
- 2004 Richard Bausch és Nell Freudenberger
- 2005 Lorrie Moore

- 2006 Adam Haslett és Tobias Wolff
- 2007 Elizabeth Spencer
- 2008 Cynthia Ozick és Peter Ho Davies
- 2009 Alistair MacLeod és Amy Hempel
- 2010 Edward P. Jones és Nam Le

- 2011 Edith Pearlman
- 2012 James Salter
- 2013 George Saunders

## Külső hivatkozások
- 2013 díjazottja
- A díjazottak listája